# Ludovine de La Rochère
Ludovine Dutheil de La Rochère (nacida Mégret d'Étigny de Sérilly; París, 17 de enero de 1971) es una profesora y activista francesa. Es una de las cofundadoras y actual presidente de la asociación conservadora La Manif pour tous.

## Primeros años
De La Rochère pasó su infancia en París, en el seno de una familia católica. Es hija de Armand Mégret d'Étigny de Sérilly, ejecutivo bancario, y de Solange du Couëdic de Kergoaler, ama de casa.
Obtuvo una licenciatura en historia medieval. Luego enseñó geografía en una escuela secundaria en Essonne, antes de dejar de enseñar en la década de 1990. En 2003 se incorporó al servicio de información y comunicación de la Conferencia Episcopal de Francia, donde estuvo a cargo de las relaciones con la prensa. En 2010, se convirtió en responsable de comunicación de la Fundación Jérôme-Lejeune, la cual dejó en 2014.

## La Manif pour tous
En 2003, de La Rochère se unió al equipo de comunicaciones de la Conferencia Episcopal de Francia, donde conoció a Frigide Barjot. Ellas, junto a Albéric Dumont, decidieron fundar La Manif pour tous para luchar contra una ley que permitía a las parejas del mismo sexo casarse en Francia. Antes de esto, de lLa Rochère solo había participado en una protesta solamente, y fue descrito como alguien que «no había mostrado interés en el activismo político». Debido a desacuerdos internos, Barjot abandonó la asociación y de La Rochère asumió como portavoz del movimiento. Ella ha descrito a La Manif pour tous como un movimiento "apolítico, aconfesional y no homofóbico".
Habiéndose convertido lA Manif pour Tous en un organismo consultivo acreditado por la ONU, de La Rochère habló el 20 de julio de 2017 en el podio de Nueva York para denunciar la gestación subrogada.

## Posiciones ideológicas
De La Rochère se opone al matrimonio entre personas del mismo sexo y a las uniones civiles entre parejas del mismo sexo. Ha declarado públicamente que «dos personas del mismo sexo no pueden formar una familia juntas». En 2014, de La Rochère afirmó que el 90% de las parejas del mismo sexo de mujeres y el 70% de las parejas del mismo sexo de hombres en Bélgica terminan divorciándose.
También ha expresado su oposición a la gestación subrogada, comparándola con una «versión moderna de la trata de personas». Ha denunciado la 'ideología de género', afirmando que ha confundido a los niños sobre su identidad sexual. También se opuso más recientemente a la extensión de la tecnología de reproducción asistida a mujeres solteras y parejas de lesbianas.

## Vida personal
De La Rochère es católica; se la ha descrito como poseedora de «convicciones religiosas tradicionales».
Se casó a los veintiún años y tuvo al primero de sus cuatro hijos a los veintitrés. La familia de su marido, los Dutheil de La Rochère, tiene varios miembros comprometidos con la derecha nacionalista.